# Про принципи політичної економії та оподаткування
«Про принципи політичної економії та оподаткування» (19 квітня 1817 р.) — книга Давида Рікардо з економічної теорії .  У книзі робиться висновок, що земельна рента зростає зі збільшенням населення. Він також представляє теорію порівняльних переваг, теорію про те, що вільна торгівля між двома чи більше країнами може бути взаємовигідною, навіть якщо одна країна має абсолютну перевагу над іншими країнами в усіх сферах виробництва.
Під час наполеонівських війн Рікардо втомився від "кукурудзяного закону" - податку на пшеницю, запровадженого британцями, який унеможливлював імпорт пшениці з решти Європи. Рікардо, незважаючи на своє багатство, підтримав тих, хто не міг більше дозволити собі зерно і хліб після того, як був встановлений мінімальний рівень цін для підтримки фермерів. У своїй аргументації на користь того, що зараз називається вільною торгівлею, Рікардо підкреслює ідею, що якщо країна може отримати товар з іншої країни за нижчою ціною, то вона повинна отримувати цей товар з країни, де він дешевший, а не виробляти його на місці. "Для виробництва вина в Португалії може знадобитися праця лише 80 чоловіків протягом одного року, а для виробництва сукна в тій же країні може знадобитися праця 90 чоловіків протягом того ж часу. Тому їй було б вигідно експортувати вино в обмін на сукно"..” Теорія Рікардо демонструє, що країна, обираючи між двома товарами для виробництва і торгівлі, все одно може досягти переваги, зосередившись на товарі, який потребує менше ресурсів для виробництва, навіть якщо країна не має абсолютної переваги в цьому товарі. Це дозволяє країнам, які мають абсолютну перевагу в декількох товарах або не мають абсолютної переваги взагалі, все одно отримувати вигоду від міжнародної торгівлі.
У передмові Рікардо стверджує, що Тюрго, Джеймс Стюарт, Адам Сміт, Жан-Батист Сей, Сісмонді та інші не написали достатньо «задовільної інформації» на теми ренти, прибутку та заробітної плати. «Принципи політичної економії» — це спроба Рікардо заповнити цю прогалину в літературі. Незалежно від того, чи досягла книга цієї мети, вона забезпечила, за словами Рональда Макса Гартвелла, чільне місце Рікардо серед таких класичних економістів, як Адам Сміт, Томас Мальтус, Джон Стюарт Мілл.
У своїй книзі "Помилка Адама: Посібник з економічного богослов'я" (Adam's Fallacy: A Guide to Economic Theology) економіст Дункан К. Фолі підкреслює, що в "Принципах" Рікардо критикує трактування Адамом Смітом теорії вартості та розподілу за циклічні міркування, зокрема, що стосується ренти, і що Рікардо вважає трудову теорію вартості, правильно зрозумілу, більш логічно обґрунтованою основою для політекономічних міркувань.
Фолі також обговорює розділ "Про машини", який Рікардо включив до своєї третьої і останньої (1821 року) версії "Принципів". Тут Рікардо проаналізував вплив впровадження машин на різні класи суспільства, переглянувши свою попередню думку про те, що механізація може бути корисною для кожного з класів суспільства. Підвищення продуктивності завдяки механізації знижує виробничі витрати, а отже, і реальні ціни на товари. В той час як клас землевласників і капіталістів виграють від зниження цін, робітники, навпаки, не отримують такої вигоди від зниження цін, якщо капіталісти скорочують фонд заробітної плати, щоб фінансувати дорогу техніку, що спричиняє технологічне безробіття серед робітників. У цьому випадку, зазначає Рікардо, заробітна плата знижується під впливом конкуренції між робітниками, а впровадження нових машин може призвести до загального зниження добробуту робітничого класу. 

## Зовнішні посилання
- On the Principles of Political Economy and Taxation, by David Ricardo. Complete, fully searchable text at the Library of Economics and Liberty.
- Ricardo on Value: the Three Chapter Ones. A presentation tracing the changes in the Principles' (University of Southampton).
- Biography of David Ricardo, at the Concise Encyclopedia of Economics
- 1917 reprint by J.M. Dent & Sons, London and E.P. Dutton & Co., New York at archive.org